# Torneo de Belgrado 2009
El Torneo de Belgrado es un evento de tenis que se disputa en Belgrado, Serbia,  se juega entre el 4 y 10 de mayo de 2009 haciendo parte de un torneo de la serie 250 de la ATP.

## Campeones
- Individuales masculinos:  Novak Djokovic derrota a   Łukasz Kubot, 6–3, 7–6(0).

- Dobles masculinos:  Łukasz Kubot /  Oliver Marach derrotan a  Johan Brunström /  Jean-Julien Rojer, 6–2, 7–6(3).